# Andesito
Andesito é um tipo de rocha magmática cujo nome deriva de Andes, montanhas onde é muito comum. É uma rocha ígnea vulcânica de composição intermediária, calcoalcalina, de cor cinzenta a cinzenta escura ou mesmo negra, com textura afanítica a porfirítica. Os andesitos são a rocha típica do vulcanismo associado às regiões de subducção, em especial aos arcos insulares.

## Composição

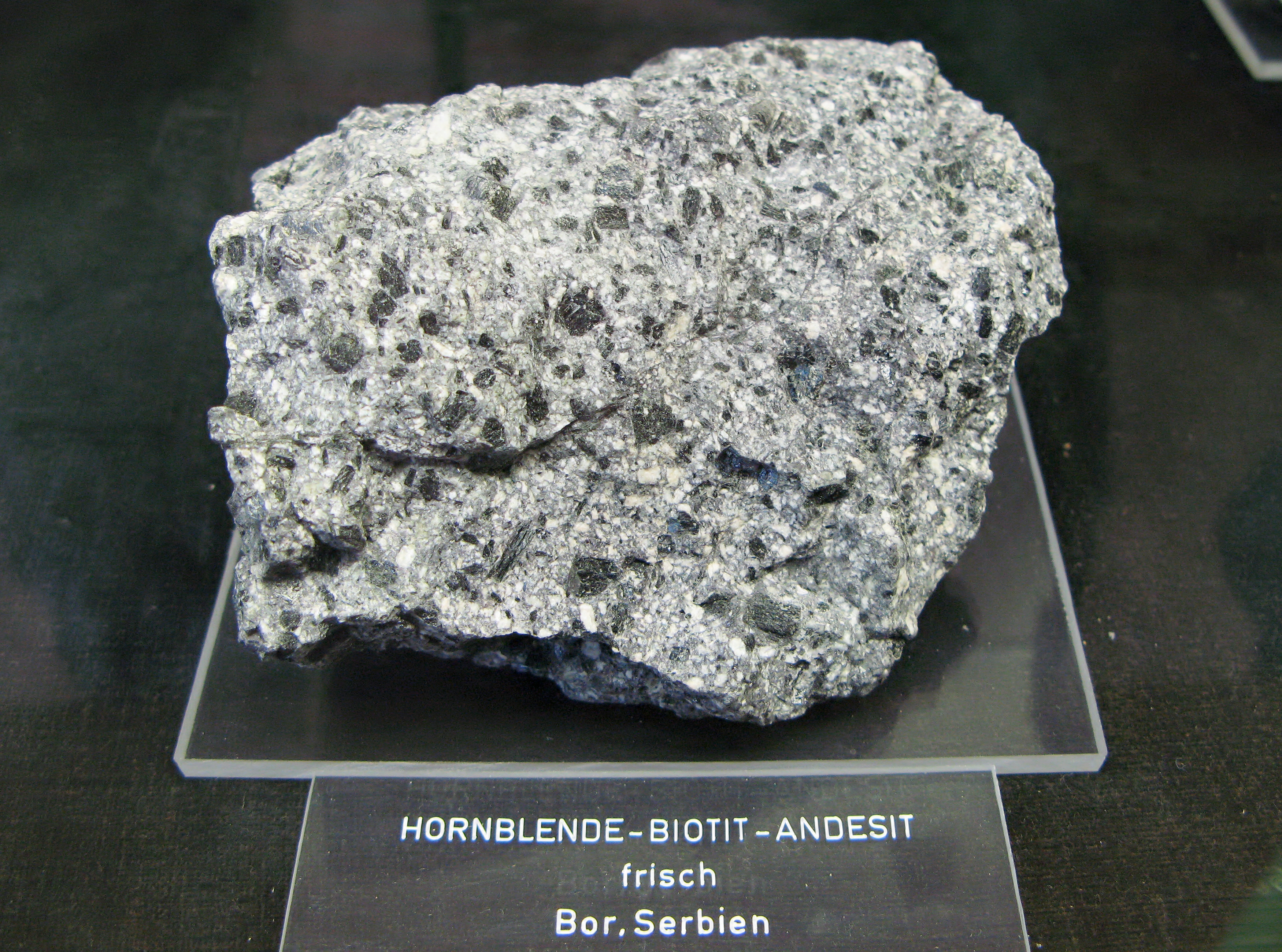
Hornblenda-biotita andesito de Bor (Sérvia) exposto no Museu Mineralógico de Bonn (Alemanha)

Os andesitos são compostos essencialmente por feldspatos, dos quais mais de 66% deve ser de plagioclásio ácido (10%<An<50%), e por minerais máficos: biotita, piroxênios e hornblenda. Nos andesitos leucocráticos, isto é, de cor mais clara, podem aparecer quantidades maiores de quartzo, neste caso sem a presença dos feldspatos alcalinos.
O andesito é o equivalente vulcânico do diorito, rocha ígnea plutônica, sendo considerado como um dacito se a quantidade de quartzo ultrapassar 20% da massa total. A transição para basalto andesítico dá-se quando a plagioclase é cálco-sódica. Quando a quantidade de feldspato alcalino é superior a 30% do total de feldspatos, o andesito é considerado como sendo latito.
Os andesitos podem ser classificados quanto à cor em máficos (cinzento escuro a negro) e leucocráticos (cinzento a cinzento claro). Outra classificação baseia-se na presença de fenocristais reconhecíveis entre os minerais acessórios, tais como a olivina (andesito olivínico), a zeolita (andesito zeolítico) ou a sanidina (andesito sanidínico).

## Abundância
O andesito é uma das rochas mais comuns em arcos magmáticos, estando em geral associado a vulcanismo explosivo ou com formação de espessos derrames de lavas de alta viscosidade. Assim, os andesitos, tal como os dioritos, são característicos dos ambientes tectónicos das regiões de subducção nas margens oceânicas activas, tais como a costa ocidental da América do Sul. A cordilheira dos Andes, de onde aliás a rocha deriva o nome, são um dos locais da Terra de maior ocorrência destas rochas.
O magma andesítico nas regiões de subducção e nos arcos insulares deriva da fusão por via húmida de peridotitos das porções do manto que são obrigadas a mergulhar sob a crusta continental.
Quando a crusta oceânica é forçada a mergulhar nas zonas de subducção, as suas rochas contêm grande quantidade de água, que é forçada a sair das camadas rochosas pelas crescentes pressões e temperaturas que vão sendo experimentadas à medida que estas se afundam sob a crusta continental. As correntes de convecção e de compensação de pressões e temperaturas forçam a água para as regiões superiores do manto, onde a presença desta leva a fusão dos peridotitos. Esta primeira fusão produz em geral magmas basálticos que iniciam a sua ascensão em direcção àsuperfície. No processo arrefecem, permitindo a cristalização fraccionada dos minerais pobres em sílica, processo que leva a um forte enriquecimento relativo da fracção em fusão em silicatos. É esta fracção sobressaturada em sílica que atinge a superfície, produzindo lavas muito viscosas que ao arrefecerem produzem os andesitos.
Nos arcos insulares, a presença da água do mar na proximidade imediata dos centros eruptivos de material andesítico viscoso leva ao aparecimento de erupções com elevado índice de explosividade e à formação de grande camadas de material pomítico.

## Aplicações e utilidade
O andesito emprega-se na construção como material inerte para balastros ferroviários ou para utilizações que necessitem de rochas com uma certa densidade, como diques ou cais.
Aos andesitos estão associados alguns dos jazigos mais ricos em cobre.